# Aquae Neapolitanae
Le Aquae Neapolitanae o Aquae Calidae Neapolitanorum sono sorgenti termali con un nucleo abitato contiguo. 
Sono citate da Tolomeo nell'Itinerarium Antonini, che le colloca ad una certa distanza dall'antica città di Neapolis verso l'entroterra, lungo la strada che da Othoca (l'odierna Santa Giusta) conduceva a Caralis (l'odierna Cagliari). (Itin. Ant. p. 82; Ptol. iii. 3. § 7; Cosm. Rav.. v. 26; De la Marmora, Voy. en Sardaigne, vol. ii. p. 406.)
Le Aquae Neapolitanae sono da identificare con le fonti termali conosciute come terme di Santa Maria de Is Aquas, nel territorio comunale di Sardara, a pochi chilometri dalla SS 131. 